# Marius Gersbeck
Marius Gersbeck (Berlin, 1995. június 20. –) német utánpótlás-válogatott labdarúgó, aki jelenleg a Hertha BSC játékosa.

## Pályafutása
A SC Siemensstadt és az FC Brandenburg 03 csapatainál kezdte elsajátítani a labdarúgás alapjait, majd 2004-ben a Hertha BSC akadémiájához csatlakozott. A 2012-13-as szezonban már a második csapatban szerepelt a Regionalliga Nordostban. 2013. december 21-én debütált a felnőtt keretben a Borussia Dortmund elleni bajnoki mérkőzésen.

## Válogatott
2012. december 11-én debütált a német U18-as labdarúgó-válogatottban az izraeli U18-as labdarúgó-válogatott ellen a 46. percben cserélték le. Részt vett az U19-es labdarúgó válogatottal a Magyarországon megrendezésre kerülő 2014-es U19-es labdarúgó-Európa-bajnokságon, ahol aranyérmesként zárt a válogatottal.

## Sikerei, díjai
- Németország U19
  - U19-es labdarúgó-Európa-bajnokság: 2014